# Епархия Варшавы-Праги
Епархия Варшавы — Праги (лат. Dioecesis Varsaviensis-Pragensis) — епархия Римско-Католической церкви с центром в городе Варшава, Польша. Епархия Варшавы — Праги входит в митрополию Варшавы. В юрисдикцию епархии Варшавы — Праги входит часть Варшавы к востоку от реки Вислы. Кафедральным собором епархии Варшавы — Праги является Собор святых Михаила и Флориана. В варшавском районе Прага находится сокафедральный собор Пресвятой Девы Марии.

## История
25 марта 1992 года Римский папа Иоанн Павел II издал буллу Totus tuus Poloniae populus, которой учредил епархию Варшавы — Праги, выделив её из архиепархии Варшавы и епархии Плоцка.

## Ординарии епархии
- епископ Казимеж Романюк — (25.03.1992 — 26.08.2004);
- епископ Славой Лешек Глудзь — (26.08.2004 — 17.04.2008 — назначен архиепископом Гданьска);
- епископ Хенрик Хосер — (24.05.2008 — 8.12.2017, в отставке);
- епископ Ромуальд Каминский — (8.12.2017 — по настоящее время).

## Источник
- Annuario Pontificio, Ватикан, 2005
- Булла Totus Tuus Poloniae populus, AAS 84 (1992), стp. 1099  (лат.)